# Édson Torres
Édson Enrique Torres Ulloa (ur. 30 czerwca 1998 w Guadalajarze) – meksykański piłkarz występujący na pozycji ofensywnego pomocnika lub skrzydłowego, od 2023 roku zawodnik UdeG.